# Edwin Dutton
Edwin Dutton (Mittelwalde, 8 aprile 1890 – Wilmslow, 24 maggio 1972) è stato un calciatore tedesco, di ruolo attaccante.